# 德拉特河 (巴伐利亚施瓦察赫河支流)
49°27′05″N 12°34′33″E / 49.45151°N 12.57595°E

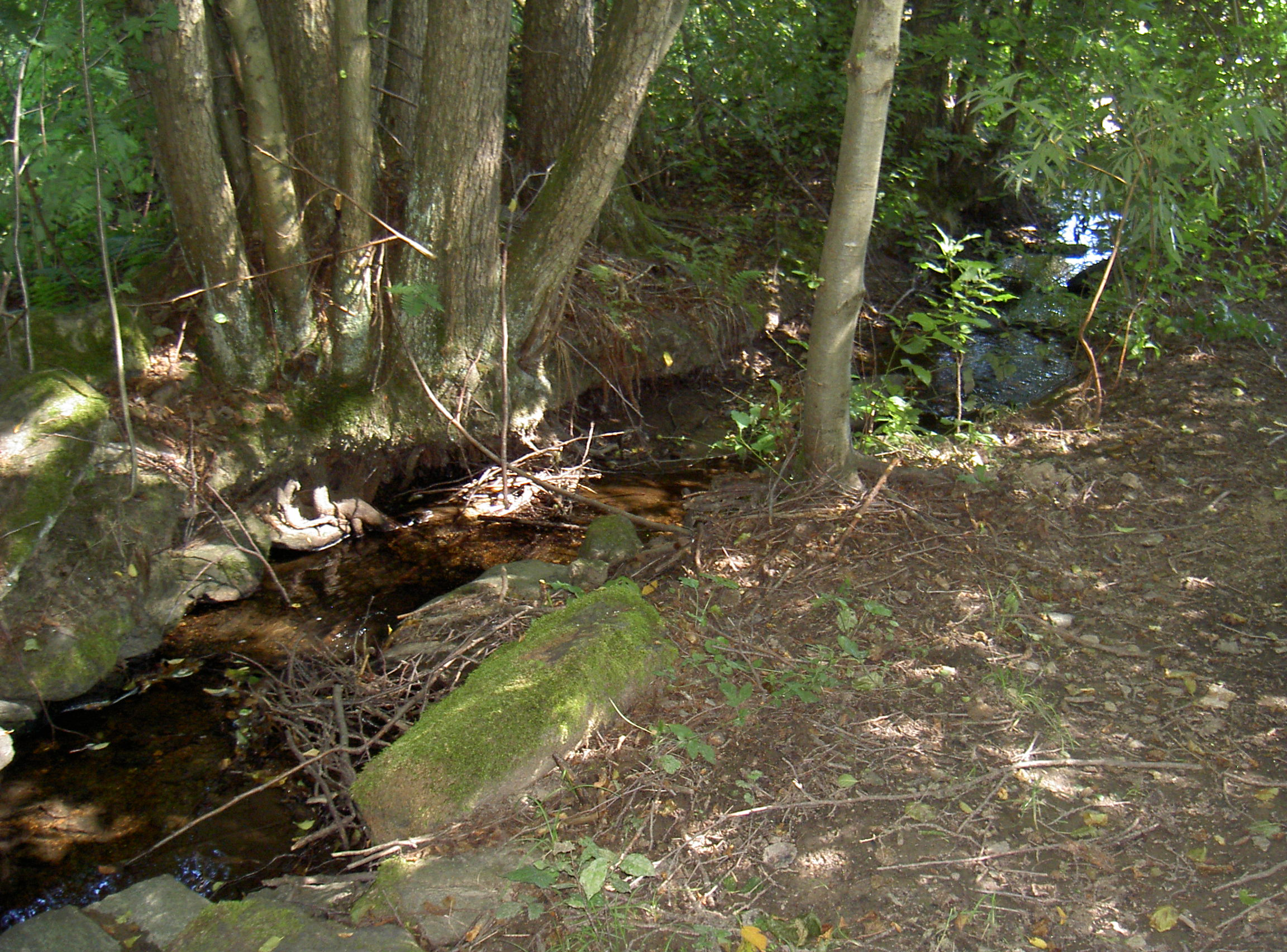

德拉特河（德語：Drath），是德國的河流，位於該國東南部，由巴伐利亞負責管轄，該河流屬於巴伐利亚施瓦察赫河的左支流，河道全長1.1公里，流經卡姆縣。